# Wiese (Bergisch Gladbach)
Wiese ist ein Ortsteil im Stadtteil Heidkamp von Bergisch Gladbach. Wiese bildet mittlerweile mit der umliegenden Bebauung einen geschlossenen Siedlungsbereich, so dass es nicht mehr eigenständig wahrgenommen wird. Die Wiesenstraße ist nach dem Ortsteil benannt.

## Geschichte
Der Name Wiese greift einen historischen Siedlungsnamen auf, der erstmals um 1820 als Wiesen genannt wurde. Die Siedlung lag in der Umgebung der heutigen Wiesenstraße bis hin zur Bensberger Straße und zählte 1858 34 Bewohner. Durch die zunehmende Industrialisierung in diesem Raum wuchs der Ort bis 1905 auf neun Wohngebäude mit 56 Einwohnern. Der Siedlungsname bezog sich auf die topographische Lage an den Auwiesen entlang dem Lerbach. Die Straßenbezeichnung wurde 1898 eingeführt. In der ersten Hälfte des 20. Jahrhunderts fiel der Bestand an Gebäuden weitgehend dem Ausbau der Bensberger Straße zum Opfer.
Wiese gehörte seit preußischer Zeit zur Bürgermeisterei Gladbach im Kreis Mülheim am Rhein. Mit der Rheinischen Städteordnung wurde Gladbach 1856 Stadt, die dann 1863 den Zusatz Bergisch bekam.
Der Ort ist auf der Topographischen Aufnahme der Rheinlande von 1824 als Wiese und auf der Preußischen Uraufnahme von 1840 als Auf der Wiese verzeichnet. Ab der Preußischen Neuaufnahme von 1892 ist er auf Messtischblättern regelmäßig als Wiese oder ohne Namen verzeichnet. 
| Jahr | Einwohner | Wohn- gebäude | Kategorie | Bemerkung          |
| ---- | --------- | ------------- | --------- | ------------------ |
| 1822 | 19        |               | Hofstelle | gen. Wiesen        |
| 1830 | 26        |               | Hofstelle | gen. Wiesen        |
| 1845 | 40        | 3             | Hofstelle | gen. auf der Wiese |
| 1871 | 30        | 8             | Hofstelle |                    |
| 1885 | 131       | 19            | Wohnplatz |                    |
| 1905 | 56        | 9             | Wohnplatz |                    |